# Aloïs Podhajsky
Aloïs Podhajsky (en allemand : Alois Podhajsky, 24 février 1898 - 23 mai 1973) est né à Mostar, au sein de l'Empire austro-hongrois. Il était le directeur de l'école espagnole d'équitation de Vienne (Autriche), médaillé olympique en dressage, moniteur d'équitation et écrivain

## Carrière
Podhajsky était officier supérieur au sein de l'armée autrichienne. Il a obtenu différents grades, jusqu'à celui de colonel. En 1939, il devient Président de l'académie de la Cavalerie classique, plus connue sous le nom d'école espagnole d'équitation de Vienne. Fondée en 1572, la principale mission de cette école est le dressage de chevaux lipizzans selon les codes du dressage classique,. Podhajsky a dirigé cette école pendant la Seconde Guerre mondiale et après celle-ci, jusqu'à ce qu'il prenne sa retraite en 1965. Retraité, il continua d'enseigner la monte classique, et rédige un certain nombre d'ouvrage sur le sujet. Il meurt des suites d'un accident vasculaire cérébral en 1973, à Vienne.

## Sauvetage des lippizans pendant la Seconde Guerre mondiale
Pendant la Seconde Guerre mondiale, la capitale autrichienne subit de violents bombardements. Inquiet pour la sécurité de l'école qu'il dirige et de ses chevaux, Podhajsky fait évacuer la plupart des chevaux vers la ville de Sankt Martin im Mühlkreis, en Haute-Autriche
Un certain nombre de juments inscrites au stud-book fédéral du Piber, la ferme d'élevage de lipizzans qui fournissait l'école en chevaux, y ont également été évacuées. Les chevaux étaient alors relativement en sécurité, mais d'autres dangers les menaçaient. Il y avait en effet pas suffisamment de nourriture pour les animaux et les humains, et des réfugiés affamés, fuyant les combats qui se déroulaient désormais sur le sol autrichien, ont fréquemment essayé de voler des chevaux dans lesquels ils voyaient une source de nourriture.
Le général américain George S. Patton, commandant une armée sur le sol autrichien, est alors alerté de la présence des lipizzans à Sankt-Martin, par des envoyés de Podhajsky. Les deux hommes s'étaient connu lors d'épreuves équestres aux Jeux olympiques,,.